# Widerspruch (Recht)
Der Rechtsbegriff Widerspruch (als rechtliche Gegenrede) bezeichnet einen Rechtsbehelf gegen behördliche und gerichtliche Entscheidungen, ein spezielles Rechtsinstitut des Grundbuchrechts sowie die Möglichkeiten des Wohnraummieters, bei Kündigung des Vermieters gegen diese vorzugehen, oder des Arbeitnehmers, den Übergang seines Arbeitsverhältnisses auf den Betriebserwerber zu verhindern. Im Markenrecht bietet das Widerspruchsverfahren Inhabern älterer Rechte die Möglichkeit, gegen eine neu eingetragene Marke vorzugehen.

## Grundbuchrecht
Im Grundbuchrecht ist der Widerspruch ein Sicherungsmittel eigener Art nach § 899 BGB. Er sagt aus, dass nach Ansicht des Eintragenden die wahre Rechtslage nicht mit der eingetragenen übereinstimmt. Er wird als Widerspruch gegen die Richtigkeit des Grundbuchs eingetragen und soll bei Unrichtigkeit des Grundbuchs einen Rechtsverlust des wahren Berechtigten durch gutgläubigen Erwerb verhindern. Der eingetragene Widerspruch zerstört den – sonst vorhandenen – öffentlichen Glauben an die Richtigkeit des Grundbuchs. Im Gegensatz zur Vormerkung, die eine Änderung des Grundbuches prophezeit, protestiert der Widerspruch gegen die Richtigkeit des Grundbuches.

## Mietrecht
Im Mietrecht gibt der § 574 BGB dem Mieter von Wohnraum die Möglichkeit, gegen die ordentliche Kündigung des Vermieters zu protestieren und das Mietverhältnis fortzusetzen. Voraussetzung ist, dass die Kündigung eine soziale Härte darstellt und die Interessen des Vermieters nicht schwerer wiegen.

## Arbeitsrecht
Im Arbeitsrecht kann ein Arbeitnehmer nach § 613a Abs. 6 BGB dem gesetzlichen Übergang seines Arbeitsverhältnisses auf den Erwerber des Betriebes, in dem der Arbeitnehmer arbeitet, widersprechen. Das Arbeitsverhältnis bleibt dann mit dem bisherigen Betriebsinhaber bestehen. In der Regel wird dieser jedoch nach der Veräußerung des Betriebs keine Möglichkeit mehr haben, den Arbeitnehmer zu beschäftigen, so dass sich der widersprechende Arbeitnehmer in das Risiko begibt, betriebsbedingt gekündigt zu werden. Ein Widerspruch empfiehlt sich deshalb nur in seltenen Ausnahmefällen. Der Widerspruch kann sowohl gegenüber dem bisherigen, als auch gegenüber dem neuen Betriebsinhaber erklärt werden. Dies muss in schriftlicher Form und innerhalb einer Frist von einem Monat geschehen, nachdem der Arbeitnehmer in Textform über den Betriebsübergang informiert worden ist.

## Markenrecht
Beim Deutschen Patent- und Markenamt (DPMA) kann Widerspruch gegen die Eintragung einer Marke bzw. gegen die Schutzgewährung für eine international registrierte Marke erhoben werden, wenn dem relative Schutzhindernisse (das sind insbesondere prioritätsältere Rechte aus einer anderen Markeneintragung) entgegenstehen. Das Widerspruchsverfahren ist dem Eintragungsverfahren nachgeschaltet und endet entweder mit einer Löschung oder Teillöschung der neu eingetragenen Marke (bzw. Schutzentziehung der internationalen Marke im Inland), oder der Widerspruch wird zurückgewiesen. Die Entscheidung des DPMA im Widerspruchsverfahren ist mit dem Rechtsbehelf der Erinnerung (§ 64 Markengesetz) anfechtbar. Gegen die Entscheidung des DPMA im sogenannten Erinnerungsverfahren ist die Beschwerde zum Bundespatentgericht (BPatG) möglich. Beim Bundespatentgericht besteht kein Anwaltszwang.

## Zivilprozessrecht
Im Zivilprozess kommt der Widerspruch u. a. in folgenden Fällen vor:
- Im Mahnverfahren bezeichnet man den gegen den Erlass eines Mahnbescheids gerichteten Rechtsbehelf des Antragsgegners als Widerspruch, § 694 Zivilprozessordnung (ZPO). Der Widerspruch bewirkt, dass der Antragsteller keinen Vollstreckungsbescheid erwirken kann, sondern zur Klärung der umstrittenen Forderung in das ordentliche Verfahren des Zivilprozesses überleiten kann.
- Gegen einen Arrest oder eine einstweilige Verfügung, die ohne mündliche Verhandlung durch Beschluss erlassen wurden, kann nach § 925, § 936 ZPO Widerspruch erhoben werden. Dann wird über deren Rechtmäßigkeit nach mündlicher Verhandlung durch Endurteil entschieden.
- Im Verteilungsverfahren kann gegen den Teilungsplan Widerspruch erhoben werden (§ 876 ZPO).
- Im Zwangsversteigerungsverfahren ist unter anderem der Widerspruch gegen die Zulassung eines Gebotes ohne Sicherheitsleistung (§ 70 Abs. 3 ZVG), die Zulassung eines Übergebotes (§ 72 Abs. 1 S. 1 ZVG), die Zurückweisung eines Gebotes (§ 72 Abs. 2 ZVG) oder gegen den Teilungsplan möglich (§ 115 ZVG).

## Verwaltungsrecht
Nach allgemeiner Auffassung dient das Widerspruchsverfahren im Verwaltungsverfahren und Verwaltungsverfahrensrecht im Wesentlichen drei Zielen: Der Selbstkontrolle der Verwaltung, dem Rechtsschutz des Bürgers und der Entlastung der Verwaltungsgerichte.

### Allgemeine Bedeutung
Im Verwaltungsrecht können Betroffene, die durch den Verwaltungsakt einer Behörde beschwert sind, gegen diesen innerhalb der Rechtsbehelfsfrist (ein Monat) ab seiner Bekanntgabe Widerspruch erheben und damit die zuständige Behörde veranlassen, die Rechtmäßigkeit und die Zweckmäßigkeit des Verwaltungsaktes nachzuprüfen. Entsprechendes gilt für den Fall, dass die Behörde den Erlass eines begehrten Verwaltungsaktes (z. B. eine Genehmigung) ablehnt.
Ist über das Widerspruchsrecht nicht oder nicht richtig belehrt worden, soll das Widerspruchsrecht erst nach einem Jahr verwirken. Der Widerspruch muss schriftlich oder zur Niederschrift erhoben werden. Der Widerspruch eröffnet im Verwaltungsprozess das Vorverfahren vor einer verwaltungsgerichtlichen Klage, § 69 VwGO. Ohne Vorverfahren kann, abgesehen von der Möglichkeit einer Untätigkeitsklage (vgl. § 75 VwGO), grundsätzlich keine Anfechtungs- oder Verpflichtungsklage erhoben werden (vgl. § 68 VwGO). Ausnahmen hiervon gibt es jedoch sowohl im Bundesrecht als auch im Landesrecht. Hier ist dann sofort Klage zu erheben.

### Besonderheiten in einzelnen Bundesländern

#### Niedersachsen
In Niedersachsen ist das Widerspruchsverfahren seit 2005 mit wenigen Ausnahmen – z. B. im Baurecht, im Schulrecht und im Sozialrecht – dauerhaft abgeschafft.
Rechtsgrundlagen:
- § 80 Niedersächsisches Justizgesetz (NJG)[2]
- § 105 Niedersächsisches Beamtengesetz (NBG)[3]
- § 4a Niedersächsisches Ausführungsgesetz zum Sozialgerichtsgesetz (Nds. AG SGG)[4]

#### Bayern
In Bayern ist das Widerspruchsverfahren in vielen Bereichen abgeschafft. Ohne Widerspruchsverfahren ist gegen einen Verwaltungsakt direkt Klage vor dem zuständigen Verwaltungsgericht zu erheben. Lediglich gegen Verwaltungsakte, welche die in Art. 12 Abs. 1 des Gesetzes zur Ausführung der Verwaltungsgerichtsordnung (AGVwGO) genannten Bereiche zum Gegenstand haben, sind sowohl Widerspruch als auch sofortige Klage möglich.

#### Nordrhein-Westfalen
In Nordrhein-Westfalen wurde im April 2007 das Widerspruchsverfahren für das Bau- und Gewerberecht abgeschafft. Der Landtag Nordrhein-Westfalen hat danach durch das 2. Bürokratieabbaugesetz auch fast alle weiteren Widerspruchsverfahren nach Landesrecht mit Wirkung zum 1. November 2007 (zunächst befristet bis zum 31. Dezember 2015) abgeschafft. Ausgenommen bleiben hauptsächlich Prüfungsentscheidungen, Verwaltungsakte durch Schulen, Universitäten, den Westdeutschen Rundfunk Köln (WDR) und die GEZ, Beihilfebescheide im Beamtenrecht sowie Drittwidersprüche. Der Wegfall des Widerspruchsverfahrens betrifft auch nicht die Fälle einer allgemeinen Leistungsklage und Feststellungsklage bzw. Fortsetzungsfeststellungsklage.

## Sozialrecht
Mit dem Widerspruch nach § 62 SGB X wird das Vorverfahren im sozialgerichtlichen Prozess nach § 78 SGG eröffnet.
Sofern das Vorverfahren nicht in der konkreten Angelegenheit abgeschafft wurde, sind Klagen mit Ausnahme der Untätigkeitsklage, vor Abschluss des Vorverfahrens unzulässig. Unberührt bleiben Anträge beim Sozialgericht, die keine Klage sind (insbes. auf einstweiligen Rechtsschutz nach § 86b Abs. 2 SGG).
In Niedersachsen ist das Vorverfahren beim Erziehungsgeld und Blindengeld abgeschafft (§ 4a Niedersächsisches Ausführungsgesetz zum Sozialgerichtsgesetz (Nds. AG SGG)).
Der Sozialrechtsweg ist in Streitfällen für alle Sozialleistungen, insbesondere für Maßnahmen und Leistungen, die nach dem Ersten bis Siebten Buch Sozialgesetzbuch gewährt werden (z. B. beim Arbeitslosengeld oder der Sozialhilfe) vorgegeben.

## Steuerrecht
Siehe dazu: Einspruch